# Haleland Park-Moka
Haleland Park-Moka es una localidad de Trinidad y Tobago, que forma parte de la región de Diego Martín.

## Geografía
La localidad abarca parte de la isla Trinidad y limita al norte con el mar Caribe, al sur con Maraval, al este con Maracas (localidad perteneciente a la región de San Juan-Laventille) y al oeste con Paramin, Saut Deau y Beau Pres.

## Demografía
Datos demográficos de la localidad de Haleland Park-Moka:
| Gráfica de evolución demográfica de Haleland Park-Moka entre 2000 y 2011 |
|                                                                          |